# アフリカの紛争一覧

アフリカで進行中の紛争一覧: エジプト、スーダン、リビア、チュニジア、アルジェリア、 モロッコ、ソマリア、ウガンダ、マリ, モーリタニア、ニジェール、ナイジェリア、 西サハラ、コンゴ民主共和国及びチャド

これは国別に分類されたアフリカの紛争一覧であり、アフリカ国家同士の戦争、内戦及びアフリカ内で起きた非アフリカ国家が関与する戦争を掲載している。一覧には植民地戦争、独立戦争、分離論者と分離主義者の紛争、国家暴力の主要な出来事 (暴力、虐殺など)及びアフリカが戦域であった世界的な紛争が含まれている。

## 北アフリカ

### エジプト
- 1803 — 07 ムハンマド・アリーの権力奪取
- 1881 — 99 マフディー戦争
- 1940年6月11日 — 1943年2月4日: 西方砂漠戦線 (第二次世界大戦)
- 1956年10月29日 - 11月7日 第二次中東戦争
- 1967年6月5日 — 1967年6月10日 第三次中東戦争
- 1967年7月1日 — 1970年8月7日 消耗戦争
- 1973年10月6日 — 1973年10月25日 第四次中東戦争
- 1977年7月21日 — 1977年7月24日 リビア・エジプト戦争
- 2011年1月25日 — 進行中 エジプト革命と余波
  - 2011年1月25日 — 2011年2月11日 エジプト革命
  - エジプト危機 (2011–14)
  - 2011年2月23日 — 進行中 シナイ半島暴動
  - 2012年11月22日 — 2013年7月3日 エジプトの抗議
  - 2013年6月28日 — 2013年7月3日 2013年6月エジプトの抗議
  - 2013年7月3日 — 進行中 エジプトでの政治的暴力
  - 2013 — 進行中 エジプトでの反乱 (2013–現在)

### スーダン
- c. 1279 BC — 1213 BC ヌビアでのラムセス2世の戦役
- 23 BC ローマのエジプトの長官はメロエの女王による初期の攻撃の後、クシュ王国に侵攻しナパタを徹底的に破壊した
- 1881–99 マフディー戦争
- 1939年9月1日 — 1945年9月2日 第二次世界大戦
- 1955年8月18日 — 1972年3月27日 第一次スーダン内戦
- 1983年4月 — 2005年1月 第二次スーダン内戦
- 1987 — 進行中 神の抵抗軍の反乱
- 2003 — 進行中 ダルフール紛争
- 2005年12月18日 — 2010年1月15日 チャド・スーダン紛争
- 2009年5月26日 — 進行中 スーダン遊牧民紛争
- 2011年1月7日 — 進行中 南スーダンでの民族暴力
- 2011年5月19日 — 進行中 スーダン・スーダン革命戦線紛争
- 2012年3月26日 — 2012年9月26日 南北スーダン国境紛争 (ヘグリグ危機)
- 2013年12月15日 — 進行中 南スーダン内戦 (南スーダンクーデター未遂事件)

### リビア
- c. 1279 BC — 1213 BC リビアでのラムセス2世の戦役
- 264 BC — 146 BC ポエニ戦争
- 112 BC — 106 BC ユグルタ戦争
- 420s CE ヴァンダル族がローマ地方を征服
- 533年6月 — 534年3月 ヴァンダル戦争
- 544 第二次ムーア人蜂起とGuntharicの反乱
- 647 — 709 イスラーム教徒のマグレブ征服
- オスマン・ハプスブルク戦争
  - 1551 トリポリ包囲戦
- 1793 — 1795 トリポリタニア内戦
- 1797 1797年5月16日の行動
- 1801–05 第一次バーバリ戦争
- 1825 1825年サルデーニャ・トリポリタニア戦争
- 1911–43 リビア抵抗運動
- 1911–12 伊土戦争
- 1940年6月11日 — 1943年2月4日: 西方砂漠戦線 (第二次世界大戦)
- 1977 リビア・エジプト戦争
- 1978–87 チャド・リビア紛争
- 2011 2011年リビア内戦
- 2011 — 進行中 リビアでの内戦後の暴力
  - 2014 — 進行中 2014年リビア内戦

### チュニジア
- 164 BCE — 146 BCE ポエニ戦争
  - カルタゴの戦い (c. 149 BC)
- 112 BCE — 106 BCE ユグルタ戦争
- 238 CE カルタゴの戦い
- 420s ヴァンダル族がローマ地方を征服
- 533年6月 — 534年3月 ヴァンダル戦争
- 535 — 563 ムーア戦争
- 629—1050s アラブ・東ローマ戦争
- 647 — 709 イスラーム教徒のマグレブ征服
- 1801年6月 — 1804年4月 チュニジア・シチリア戦争
- 1942年11月17日 – 1943年5月13日 チュニジア戦線 (第二次世界大戦)
- 1961年7月 ビゼルト危機
- 2002年4月11日 — 進行中 マグレブでの反乱
- 2010年12月18日 — 2011年1月14日 ジャスミン革命
- 2015年6月26日 — 進行中 チュニジアでのISILの反乱

### アルジェリア
- 264 BCE — 146 BCE ポエニ戦争
- 112 BCE — 106 BCE ユグルタ戦争
- 420s CE ヴァンダル族がローマ地方を征服
- 533年6月 — 534年3月 ヴァンダル戦争
- 544 第二次ムーア人蜂起とGuntharicの反乱
- 647 — 709 イスラーム教徒のマグレブ征服
- 1517 トレムセン陥落
- 1529 アルジェ占領
- 1769年9月14日 — 1772年5月16日 デンマーク・アルジェリア戦争
- 1830 — 1847 フランスのアルジェリア征服
- 1835 — 1903 アルジェリアの平定(Pacification of Algeria)
- 1940年6月10日 — 1943年5月13日 北アフリカ戦線 (第二次世界大戦)
- 1945年5月8日 セティフ・ゲルマ虐殺
- 1954年11月1日 — 1962年3月19日 CE アルジェリア戦争
- 1963年10月 砂戦争
- 1970 — 進行中 西サハラ問題
- 1991年12月26日 — 2002年2月 アルジェリア内戦
- 2002年4月11日 — 進行中 マグレブでの反乱

### モロッコ
- 264 BCE — 146 BCE ポエニ戦争
- 112 BCE — 106 BCE ユグルタ戦争
- 420s CE ヴァンダル族がローマ地方を征服
- 533年6月 CE — 534年3月 CE ヴァンダル戦争
- 544 CE 第二次ムーア人蜂起とGuntharicの反乱
- 647 CE — 709 CE イスラーム教徒のマグレブ征服
- 739 CE — 743 CE ベルベル人の反乱
- 1130 CE — 1147 CE ムラービト・ムワッヒド戦争
- 1215 CE — 1269 CE ムワッヒド・マリーン戦争
- 1125 CE — 1269 CE ムワッヒド・マリーン戦争
- 1299 CE — 1370 CE モロッコ・トレムセン紛争
- 1415 CE — 1578 CE モロッコ・ポルトガル紛争
- 1465 CE モロッコ反乱
- 1527 CE — 1554 CE ワッタース・サアド戦争
- 1497年9月 CE メリリャ征服
- 1603 CE — 1627 CE 継承戦争
- 1554 CE — 1830 CE モロッコ・トルコ国境紛争
- 1577 CE モロッコ人の遠征隊がタガザを占領
- 1582 CE トンブクトゥへの最初の遠征は敗北した
- 1591 CE モロッコ人の遠征軍はトンディビ(Tondibi)の戦いでソンガイ帝国軍に勝利し、ガオ、トンブクトゥ、ジェンネを征服した
- 1554 CE — 1830 CE モロッコ・トルコ国境紛争
- 1613 CE — 1666 CE 内戦
- 1844 CE 第一次フランス・モロッコ戦争
- 1859 CE スペイン・モロッコ戦争
- 1893 CE 第1次リーフ戦争
- 1909 CE 第2次リーフ戦争
- 1911 CE — 1912 CE 第二次フランス・モロッコ戦争
- 1920 CE — 1926 CE 第3次リーフ戦争
- 1914 CE — 1921 CE Zaian戦争
- 1942 CE 北アフリカ戦線
- 1957 CE — 1958 CE イフニ戦争
- 1963 CE 砂戦争
- 1970 CE — 進行中 西サハラ問題
- 1975 CE — 1991 CE 西サハラ戦争
- 2002年4月11日 CE — 進行中 マグレブでの反乱

## アフリカの角

### ソマリア
- c. 1700 BCE クシュ王国とプント国による古代エジプトの侵攻
- 1529 CE — 1543 CE エチオピア・アダル戦争
- 1900 CE — 1920 CE ソマリランド戦線
- 1940年6月10日 CE — 1941年11月27日 CE 東アフリカ戦線 (第二次世界大戦)
- 1940年8月3日 CE — 1940年8月19日 CE イタリアのイギリス領ソマリランド征服
- 1977年7月13日 CE — 1978年3月15日 CE オガデン戦争(エチオピア・ソマリア戦争)
- 1986 CE — 1991 CE ソマリ反乱
- 1991年1月26日 CE — 進行中 ソマリア内戦
- 1995 CE — 2008 CE オガデンでの反乱

### エチオピア
- c. 1285 CE イファトのshewa征服
- 1529 CE — 1543 CE エチオピア・アダル戦争
  - 1529年3月 CE Shimbra Kureの戦い
  - 1531 CE Antukyahの戦い
  - 1531年10月28日 CE Amba Selの戦い
  - 1541年4月24日 CE Sahartの戦い
  - 1542年2月2日 CE Baçenteの戦い
  - 1542年4月4日 CE — 1542年4月16日 CE ジャルテ(Jarte)の戦い
  - 1542年8月 CE ユダヤ人の丘(Hill of the Jews)の戦い
  - 1542年8月28日 CE Woflaの戦い
  - 1543年2月21日 CE ワイナ・ダガ(Wayna Daga)の戦い
- 1895 CE — 1896 CE 第一次エチオピア戦争
  - 1896年3月1日 CE アドワの戦い
  - 1895年12月7日 CE アンバ・アラジ(Amba Alagi)の戦い
  - 1895年1月13日 CE Coatitの戦い
- 1935年10月3日 CE — 1936年5月 CE 第二次エチオピア戦争
- 1940年6月10日 CE — 1941年11月27日 CE 東アフリカ戦線
- 1977年7月13日 CE — 1978年3月15日 CE オガデン戦争
- 1961年9月1日 CE — 1991年5月29日 CE エリトリア独立戦争
- エチオピア・エリトリア国境紛争
- エチオピア・エリトリア国境紛争 (2000-現在)
- 2008年6月10日 CE — 2008年6月13日 CE ジブチ・エリトリア国境紛争
- 2010年1月1日 CE エチオピア・エリトリア国境小競り合い
- 2020年11月2日 CE ティグレ紛争
- 2023年4月9日 CE アムハラ紛争

### ジブチ
- 1991年11月 CE — 1994年12月 CE ジブチ内戦
- 2008年6月10日 CE — 2008年6月13日 CE ジブチ・エリトリア国境紛争

### エリトリア
- 1895 CE — 1896 CE 第一次エチオピア戦争
- 1935年10月3日 CE — 1936年5月 CE 第二次エチオピア戦争
- 1940年6月10日 CE — 1941年11月27日 CE 東アフリカ戦線 (第二次世界大戦)
- 1972年2月 CE — 1981年3月 CE エリトリア内戦
- 1961年9月1日 CE — 1991年5月29日 CE エリトリア独立戦争
  - エリトリア独立戦争中に行われた虐殺一覧
- 1995年12月15日 CE — 1995年12月17日 CE ハニーシュ群島紛争
- 1998年5月6日 CE — 2000年5月25日 CE エチオピア・エリトリア国境紛争
- エチオピア・エリトリア国境紛争 (2000-現在)
- 2008年6月10日 CE — 2008年6月13日 CE ジブチ・エリトリア国境紛争
- 2010年1月1日 CE エチオピア・エリトリア国境小競り合い

## インド洋の島

### マダガスカル
- 1883 CE — 1885 CE 第一次マダガスカル遠征
- 1894 CE — 1895 CE 第二次マダガスカル遠征
- 1942 CE マダガスカルの戦い (第二次世界大戦)
- 1947 CE — 1948 CE マダガスカルの反乱

### コモロ
- 2008年3月25日 CE — 2008年3月26日 CE アンジュアン島侵攻

### モーリシャス
- 1810年8月20日 CE — 1810年8月27日 CE グラン・ポールの戦い

## アフリカ大湖沼

### ルワンダ
- 1990年10月1日 CE — 1994年7月18日 CE ルワンダ紛争
  - 1994年4月7日 CE — 1994年7月15日 CE ルワンダ虐殺

### ブルンジ
- 1972 CE ブルンジ大虐殺
- 1993年10月21日 CE — 2005年8月 CE ブルンジ内戦
  - 2000年12月28日 CE タイタニック・エクスプレス(Titanic Express)虐殺
  - 2002年9月9日 CE Itaba虐殺
  - 2004年8月13日 CE ガツンバ虐殺
- 2015年4月26日 — 進行中 ブルンジ暴動

### ウガンダ
- 1971年1月25日 CE 1971年ウガンダ・クーデター(ミルトン・オボテ政権転覆)
- 1976年7月4日 CE エンテベ空港奇襲作戦
- 1978年10月30日 CE — 1979年4月11日 CE ウガンダ・タンザニア戦争
  - 1979年4月11日 CE カンパラ陥落
- 1980 CE — 1985 CE ウガンダ国民救済戦線
- 1982 CE — 1986 CE ウガンダ内戦
- 1986 CE — 1988 CE ウガンダ人民民主軍
- 1986 CE — 1987 CE 聖霊運動
- 1987 CE — 進行中 神の抵抗軍の反乱
- 1996 CE 民主同盟軍
- 1996 CE — 2002 CE ウガンダ人民民主軍Ⅱ

### ケニア
- 1914年8月3日 CE — 1918年11月 CE 東アフリカ戦線 (第一次世界大戦)
- 1940年6月10日 CE — 1941年11月27日 CE 東アフリカ戦線 (第二次世界大戦)
- 1952 CE — 1960 CE マウマウ団の乱
- 1963 CE — 1967 CE シフタ(Shifta)戦争
- 1980 CE ガリッサ虐殺
- 1984年2月10日 CE Wagalla虐殺
- 2005 CE トゥルビ村虐殺
- 2007 CE — 2008 CE ケニア危機

### タンザニア
- 1978 CE — 1979 CE ウガンダ・タンザニア戦争

## 西アフリカ

### ベナン
- 1724 CE — 1727 CE ダホメ王国の征服
- 1726 CE — 1730 CE 第一次オヨ・ダホメ戦争
- 1738 CE — 1748 CE 第二次オヨ・ダホメ戦争
- 1764 CE 第二次アシャンティ・アキム戦争
- 1768 CE ヨルバ・アシャンティ戦争
- 1889 CE — 1894 CE フランスがダホメ王国を征服

### ブルキナファソ
- 1985 CE アガシェ地帯紛争

### カメルーン
- 1804 CE — 1808 CE フラニ戦争
- 1835 CE — 1836 CE フラ・ジハード
- 1914年7月28日 CE — 1918年11月11日 CE 第一次世界大戦
- 1939年9月1日 CE — 1945年9月2日 CE 第二次世界大戦
- 2014年3月 — 進行中 ボコ・ハラムの反乱
- 2016年11月 — 進行中 西カメルーンストライキ

### コートジボワール
- 1883 CE — 1898 CE マンディンゴ(Mandingo)戦争
- 2002年9月19日 CE — 2007年3月4日 CE 第1次コートジボワール内戦
- 2010年11月28日 – 2011年4月11日 第2次コートジボワール内戦

### ガボン
- 1939年9月1日 CE — 1945年9月2日 CE 第二次世界大戦

### ガンビア
- 2016 CE — 2017 CE 2016–2017年ガンビア憲法危機
  - 2017 CE — 西アフリカ諸国経済共同体のガンビアへの軍事介入 (2017)

### ガーナ
- 1620 CE — 1654 CE オランダ・ポルトガル戦争
- 1664 CE — 1665 CE 英蘭戦争
- 1823 CE — 1831 CE イギリス・アシャンティ戦争
- 1900 CE 黄金の床几戦争
- 1948 CE アクラ暴動

### ギニア
- 2013 CE ギニア衝突

### ギニアビサウ
- 1962 CE — 1974 CE ギニアビサウ独立戦争
- 1997 CE — 1999 CE ギニアビサウ内戦

### リベリア
- 1989 CE — 1996 CE 第1次リベリア内戦
- 1999 CE — 2003 CE 第2次リベリア内戦

### マリ
- 647 CE — 709 CE イスラーム教徒のマグレブ征服
- 1076 CE ムラービト朝のガーナ王国征服
- c. 1230 CE — 1250 CE マリ帝国の初期の勢力拡大
- 1400 CE Sandakiによる王位簒奪と第二次Mossi襲撃
- 1433 CE トゥアレグ侵攻
- c. 1460s  CE ソンガイ帝国のMema征服
- 1810 CE — 1818  CE Moptiジハード
- 1848 CE — 1864  CE エルハジ・ウマールの初期の征服
- 1883 CE — 1886  CE マンディンゴ(Mandingo)戦争
- 1962 CE — 1964 CE 第一次トゥアレグ反乱
- 1985 CE アガシェ地帯紛争
- 1990 CE — 1995 CE アザワド反乱とマリ内戦
- 2002年4月11日 CE — 進行中 マグレブでの反乱
- 2007 CE — 2009 CE 第二次トゥアレグ反乱
- 2012 CE — 第三次トゥアレグ反乱
- 2012 CE — 進行中 マリ北部紛争

### モーリタニア
- 1970 CE — 進行中 西サハラ問題
- 2002年4月11日 CE — 進行中 マグレブでの反乱

### ニジェール
- 1516 CE — 1517 CE ソンガイ帝国内戦
- 1916 CE — 1917 CE Kaocen反乱
- 1990 CE — 1995 CE 第一次アザワド反乱
- 2002年4月11日 CE — 進行中 マグレブでの反乱
- 2007 CE — 2009 CE 第二次アザワド反乱
- 2012 CE トゥアレグ反乱

### ナイジェリア
- 1578 CE — 1608 CE オヨ・ベニン戦争
- 1804 CE — 1808 CE フラニ戦争
- 1835 CE — 1836 CE フラ・ジハード
- 1873 CE — Rafin Jaki・ジハード
- 1897 CE イギリスのベニン遠征
- 1953 CE — 進行中 ナイジェリアの宗教的暴力
- 1967 CE — 1970 CE ビアフラ戦争 (ナイジェリア内戦)
  - 1998 CE — 進行中 ナイジェリアでの自治体紛争 (1998-現在)
- 1999 CE — 進行中 ナイジェリア・シャリーア紛争
- 2009 CE — 進行中 ニジェール・デルタ紛争 (2004–現在)
- 2009 CE — 進行中 ボコ・ハラムの反乱

### サントメ・プリンシペ
- 1953年2月3日 CE バテーパ(Batepá)虐殺

### シエラレオネ
- 1813年2月7日 CE 行動 (海戦)
- 1982 CE Ndogboyosoi戦争
- 1991年3月23日 CE — 2002年1月18日 CE シエラレオネ内戦

### 西サハラ
- 1957年10月23日 CE — 1958年6月30日 CE イフニ戦争
- 1970 CE - 進行中 西サハラ問題
- 1975年10月30日 CE — 1991年9月6日 CE 西サハラ戦争

## 中部アフリカ

### 中央アフリカ共和国
- 1928 CE — 1931 CE Kongo-Wara反乱
- 1987 CE — 現在 神の抵抗軍の反乱
- 2004 CE — 2007 CE 中央アフリカ共和国ブッシュ(Bush)戦争
- 2012 CE — 現在 中央アフリカ共和国内戦

### コンゴ共和国
- 1665 CE — 1709 CE コンゴ内戦
- コンゴ共和国内戦 (1993–94)
- 1997 CE — 1999 CE コンゴ(ブラザヴィル)内戦
- 2016年4月4日 — 進行中 プール戦争

### コンゴ民主共和国
- 1892 CE – 1894 CE コンゴ・アラブ戦争
- 1895 CE - 1908 CE テテラ族の反乱
- 1914年7月28日 CE — 1918年11月11日 CE 第一次世界大戦
- 1939年9月1日 — 1945年9月2日 第二次世界大戦
- 1960年6月30日 CE — 1966年11月25日 CE コンゴ動乱
  - 1964 CE シンバ(Simba)の反乱
- 1960 CE — 進行中 カタンガ反乱
- 1977年3月8日 CE — 1977年5月26日 CE 第一次シャバ紛争
- 1978年5月11日 CE — 1978年6月 CE 第二次シャバ紛争
- 1987 CE — 進行中 神の抵抗軍の反乱
- 1996 CE — 進行中 ADFの反乱
- 1996年10月24日 CE — 1997年5月16日 CE 第一次コンゴ戦争
- 1998年8月2日 CE — 2003年7月18日 CE 第二次コンゴ戦争
  - 1999 CE — 進行中 イトゥリ紛争
  - 2004 CE — 進行中 キヴ紛争
  - 2012 CE — 2013 CE 3月23日運動の反乱
  - 2013年12月 — 進行中 バトワ・ルバ衝突
- 2016年8月8日 — 進行中 Kamwina Nsapuの反乱

### チャド
- c. 1203 CE — 1243 CE Sayfawa朝とカネム帝国のマイ(王)のDunama Dabbalemiは周辺民族に対してのジハードを宣言し、長期にわたる征服を始めた
- c. 1455 CE — 1487 CE ボルヌ帝国統治者のAli GaziはBulala遊牧民を襲い、彼らを破り、カネム帝国の古い首都ンジミ(Njimi)を奪い返した
- Rabih's War
- 1965 CE — 1979 CE チャド内戦
- 1978 CE — 1987 CE チャド・リビア紛争 (トヨタ戦争)
- 1979 CE — 1982 CE チャド内戦
- 1998 CE — 2002 CE チャド内戦
- 2002年4月11日 CE — 進行中 マグレブでの反乱
- 2005年12月18日 CE — 2010年1月15日 CE チャド内戦

## 南部アフリカ

### 南アフリカ共和国
- 1803年5月18日 CE — 1815年11月20日 CE ナポレオン戦争
- 1817 CE — 1819 CE Ndwandwe・ズールー戦争
- 1830s CE — 1840s CE グレート・トレック
- 1838年2月17日 CE ウィーネン(Weenen)の虐殺
- 1879年1月11日 CE — 1879年7月4日 CE ズールー戦争
- 1779 CE — 1879 CE 力ッフル(Kaffir)戦争
- 1880年12月20日 CE — 1881年3月23日 CE 第一次ボーア戦争
- 1899年10月11日 CE — 1902年3月31日 CE 第二次ボーア戦争
- 1914年7月28日 CE — 1918年11月11日 CE 第一次世界大戦
  - 1914年9月15日 CE — 1915年2月4日 CE マリッツ反乱
- 1960年3月21日 CE シャープビル虐殺事件
- 1976年6月16日 CE ソウェト蜂起
- 1966年8月26日 CE — 1990年3月21日 CE 南アフリカ国境戦争

### ジンバブエ
- 1893年10月 CE — 1894年1月 CE 第一次マタベレ戦争
- 1896年3月 CE — 1897年10月 CE 第二次マタベレ戦争
- 1964年7月4日 CE — 1979年12月12日 CE ローデシア紛争

### エスワティニ
- 1899年10月11日 CE — 1902年5月31日 CE 第二次ボーア戦争

### レソト
- 1880 CE — 1881 CE Gun戦争
- 1998 CE 南部アフリカ開発共同体のレソトへの軍事介入

### モザンビーク
- 1914年7月28日 — 1918年11月11日 第一次世界大戦
- 1964年9月25日 — 1974年9月8日 モザンビーク独立戦争
- 1977年5月30日 — 1992年10月4日 モザンビーク内戦
- 2013 — 2014 モザンビークの内部紛争

### アンゴラ
- 1961年2月4日 — 1974年4月25日 アンゴラ独立戦争
- 1975年11月11日 — 2002年4月4日 アンゴラ内戦

### マラウイ
- 1914年8月3日 — 1918年11月 第一次世界大戦

### ナミビア
- 1994 — 1999 カプリビ紛争
- 1904 — 1907 ヘレロ・ナマクア虐殺
- 1966年8月26日 — 1990年3月21日 ナミビア独立戦争
- 1914年7月28日 — 1918年11月11日 第一次世界大戦
  - 1914年9月15日 — 1915年2月4日 マリッツ反乱

### ザンビア
- 1914年7月28日 — 1918年11月11日 第一次世界大戦
- 1939年9月1日 — 1945年9月2日 第二次世界大戦

## 21世紀以降の戦争一覧(時系列)

### 21世紀
- 2001–現在 対テロ戦争
  - 1997–現在 エジプトでのイスラームのテロリズム
  - 2002–現在 マグレブでのイスラーム教徒の反乱
  - 2002–現在 アフリカの角における不朽の自由作戦
  - 2006 イスラム法廷会議の台頭
  - 2006–2009 ソマリア戦争
  - 2007–現在 トランス・サハラにおける不朽の自由作戦
  - 2009–現在 ソマリアでのイスラーム教徒の内戦
  - 2009 2009年ナイジェリアの宗派間暴力
- 2001–2003 中央アフリカ共和国内戦
- 2002–2003 コートジボワール内戦
- 2003–現在 ダルフール紛争
- 2004 フランス・コートジボワール衝突
- 2004–現在 ニジェール・デルタでの紛争
- 2004–2007 中央アフリカ共和国ブッシュ(Bush)戦争
- 2004–現在 キヴ紛争
- 2005–2010 チャド内戦
- 2005–2008 エルゴン山域反乱
- 2007–2009 第二次トゥアレグ反乱
- 2007–2008 ケニア危機 (2007年-2008年)
- 2008 アンジュアン島侵攻
- 2008 ジブチ・エリトリア国境紛争
- 2009年スーダン空爆
- 2011 第二次コートジボワール内戦
- 2011年リビア内戦
- 2012 トゥアレグ反乱
- 2014 2014年リビア内戦

## 関連リンク
- 北アメリカの紛争一覧
- 中央アメリカの紛争一覧
- 南アメリカの紛争一覧
- ヨーロッパの紛争一覧
- アジアの紛争一覧
- 近東の紛争一覧
- 中東の紛争一覧
- 戦争一覧
- アフリカの軍事史
- 現代の北アフリカの紛争一覧（マグレブ地域）
- 中東の現代の紛争一覧